# Родан (фільм)
«Родан» (яп. 空の大怪獣ラドン Сора но дайкайдзю Радон) — японський художній фантастичний фільм 1956 року кінокомпанії Toho, який зняв Ісіро Хонда — режисер, якого можна вважати основоположником фільмів про кайдзю. Серед його робіт такі класичні японські фільми як «Ґодзілла» 1954 року, «Містеріани», «Великий монстр Варан» і «Мотра». Це перший фільм про птерозавра Родана і велетенських комах меганулонів.
Реліз фільму на DVD відбувся 9 вересня 2008 року.

## Сюжет
У невеликому селищі шахтарів Кітамацу на південному японському острові Кюсю двоє шахтарів зникли безвісти. Двоє чоловіків, Горо та Йоші, посварилися раніше цього дня, і після того, як вони пішли в шахту під час своєї зміни, шахту затопило. Шигеру Кавамура, інженер з тунельної безпеки в шахті, вирушив на місце трагедії, щоб розслідувати цей інцидент. Там він виявляє труп Йоші.
Пізніше лікар оглядає Йоші і виявляє причину смерті — багато глибоких поранень, спричинених надзвичайно гострим предметом. Деякі шахтарі та їхні родини починають обговорювати можливість причетності Горо до смерті.
Пізніше на двох місцевих шахтарів та міліціонера напали та вбили у затопленій шахті. Після огляду тіл лікар повідомляє, що їх також вбили гострим предметом. Тієї ночі на Шигеру та його наречену Кійо напала істота, що нагадує гігантську личинку комахи.
Поліція починає полювати на істоту. Істота вбиває двох офіцерів, перш ніж втекти назад у шахту. Поліція та Шигеру помічають, що рани офіцерів відповідають ранам вбитих. Шигеру в супроводі поліції та солдатів прямує в шахту, де виявляє поранене мертве тіло Горо. Їх починає переслідувати ця ж комаха. Шигеру розчавлює істоту за допомогою вагонеток, але з'являється ще одна велетенська комаха, яка захоплює Шигеро і затягує у шахту.
На наступний день доктор Кашівагі ідентифікує комаху-гіганта як Меганулона, древній вид бабки. Раптово починається землетрус. Люди почали говорити, що Асо, вулкан, який знаходиться біля Кітамацу, може бути на межі виверження. Коли поліція прямує до вулкану, щоб оглянути збиток, завданий землетрусом. Вони виявляють, що єдина дорога до шахт обвалилася. Але на їхнє здивування вони знаходять Шигеру, який втратив пам'ять.
Незабаром у Кюсю, авіабаза отримує сповіщення від реактивного винищувача. Пілот повідомляє про неопізнаний літаючий об'єкт, який здійснює неможливі маневри на надзвуковій швидкості. За наказом він переслідує об'єкт, але НЛО пролітає на надзвуковій швидкості біля літака, спричинюючи його вибух і смерть пілота. Після знаходження залишків реактивного літака та шолома пілота з'являється повідомлення про те, що британський авіалайнер був збитий надзвуковим повітряним об'єктом.
Незабаром з'являються повідомлення про подібні інциденти з Китаю, Окінави та Філіппін. Встановлена ймовірність того, що таких об'єктів двоє, а не один.
Незабаром молода пара зникає біля гори Асо, разом з худобою, яка паслася навколо гори. Коли влада досліджує відео із камери молодят, вони знаходять фотографію об'єкта. На фотографії чіткко видно крило. Вони порівнюють фотографію з малюнком доісторичного птеранодона і гадають, що НЛО справді є живою істотою, але вони хочуть розпитати про це Шигеру, перш ніж точно пояснювати ці напади.
Одного разу в лікарняній палаті Шигеру Кійо показує йому яйця, які відклали її домашні птахи. Шигеру згадує, що він прокинувся глибоко в шахті в оточенні кількох десятків Меганулонів. Посеред печери було гігантське яйце, з якого величезна птахоподібна істота. Після того, як Шигеру згадав цю подію, його амнезія минула.
Під час спуску в печеру з поліцією та вченими Шигеру знаходить фрагмент колосального яйця. Доктор Кашивагі розглядає фрагмент яйця у своїй лабораторії та закликає зустрітися з городянами та членами JSDF. Він розповідає, що НЛО, яке летить із надзвуковою швидкістю, — це птерозавр, якого він охрестив Роданом. Кашивагі вважає, що випробування ядерної бомби, можливо, було причиною пробудження Родана.
Родан вилазить з-під землі біля гори Асо і прямує до Кюсю. Його переслідує ескадрон JASDF. Після того, як одне із його крил поранили, Родан полетів до Фукуоки, де почав руйнувати місто. Раптом JSDF повідомляє, що другий Родан був помічений в напрямку Фукуоки. Після руйнування міста два Родани летять до гори Асо. JSDF сформулював план поховання Роданів у Вулкані. Шигеру та Кійо відступають в безпечне місце, а військові починають свою атаку, викликаючи виверження вулкана. Родани трагічно гинуть на розплавлених схилах вулкана.

## Кайдзю
- Родани
- Меганулони

## У ролях
- Кендзі Сахара — інженер Шигеру Кавамура
- Юмі Сіракава — кохана Шигеру Кійо
- Акіхіко Хірата — професор біології Кьюітіро Касівагі
- Акіо Коборі — начальник поліції Нісімура
- Ясуко Накада — дівчина-наречена
- Міносуке Ямада — начальник шахти
- Есіфумі Тадзіма — репортер Ізекі
- Кійохару Танака — чоловік-наречений
- Ітіро Тіба — начальник поліцейської дільниці
- Цуру Тімандзі — сусід Кійо Хару
- Сабуро Ікетані — диктор новин
- Сабуро Кадовакі — колега Сунагава

## У зарубіжному прокаті
У США фільм вийшов в 1957 році як «Родан! Літаючий монстр!». Назва фільму була змінено через те, що в той час дуже популярне мило називалося «Радон», а також щоб не плутати фільм і титульного монстра з однойменним хімічним елементом. На американському постері Родан набагато більше нагадує дракона, а не птерозавра. Також американці змінили назву зруйнованого міста з Фукуоки на Сасебо, тому що в ньому знаходилася американська військова база з великими складами боєприпасів.

## Нещасний випадок
Під час зйомок одного з епізодів трос, на якому був підвішений Харуо Накадзіма в костюмі Родана, розірвався. Актор впав з 8-метрової висоти, але залишився цілий, оскільки впав в резервуар з водою глибиною півметра, а також завдяки крилам костюма, які пом'якшили падіння.

## Цікаві факти
- Це перший кольоровий японський фільм про гігантських монстрів.
- Оригінальна японське ім'я монстра Родана — Радон, насправді, є скороченням від японського слова «Pteranodon» («Puteranodon»), хоча співзвучне до назви радіоактивного газу радону.
- У своїй автобіографії Джордж Такеі каже, що це була його перша професійна акторська робота з озвучення фільмів, і всі діалоги персонажів, перекладені на англійську мову, були озвучені ним, Кей Люком, Полом Фрісом і однією жінкою.
- Трос, що утримував Харуо Накадзіма, виконавця ролі Родана, в сцені на мосту Сасебо, обірвався, в результаті чого каскадер в костюмі монстра впав з висоти близько 8 метрів в воду. Цей інцидент був залишений у фільмі як сцена, де Родан пірнає і занурюється в воду біля моста. Троси були знову використані в іншій сцені, де Родан виходить з води, але вони мало не обірвалися знову, тому що костюм актора випадково наповнився водою і його загальна вага сильно збільшився.
- Кен Куронума, який написав оригінальну сюжетну історію для цього фільму, був натхненний інцидентом в штаті Кентуккі, США в 1948 році, коли Томас Ф. Мантелл, пілот Національної Повітряної Гвардії Кентуккі, загинув під час катастрофи свого літака, переслідуючи те, що він прийняв за НЛО.
- Ім'я монстра в Японії — «Радон». Однак, через те, що в США тоді існувало мило з такою ж назвою, а також щоб не плутати фільм і титульного монстра з однойменним хімічним елементом, при кінопрокаті на американському ринку ім'я монстра було змінено на «Родан».
- Родана зображував актор Харуо Накадзіма, який особливо відомий роллю Ґодзілли в інших фільмах.
- Комахи-меганулони згодом повторно з'явилися у фільмі «Ґодзілла проти Мегагіруса» (2000).